# Kader Nouni
Kader Nouni, né le 23 février 1976 à Perpignan, est un arbitre de tennis professionnel travaillant pour la WTA.

## Carrière
Kader Nouni débute l'arbitrage à partir de 1992 en tant que juge de ligne aux Internationaux de France. Il figure depuis 2007 parmi la trentaine d'arbitres "badges or" nommés par la Fédération internationale de tennis, la catégorie la plus élevée. Il travaille à partir de cette date pour la Women's Tennis Association et arbitre donc essentiellement des matchs féminins à l'exception de quelques tournois dont ceux du Grand Chelem où son activité s'étend aux rencontres masculines. Parallèlement à son activité de juge de chaise, il supervise également des arbitres étant "badges" de catégories inférieures à la sienne.
Il participe comme juge de ligne à la finale messieurs des Internationaux de France 1999 remportée par Andre Agassi contre Andreï Medvedev. Comme arbitre de chaise, il arbitre sa première finale dames en 2007, une finale gagnée par Justine Henin contre Ana Ivanović. Il en arbitre également trois autres par la suite dont celle de 2014,.
Nouni est reconnaissable du grand public par sa coupe de cheveux afro et sa voix. En effet, début 2016, un article de la presse australienne le surnomme le Barry White du tennis en raison de sa voix chaude et profonde et son phrasé mélodieux. Il se fait de nouveau remarquer pour les mêmes raisons à l'occasion du Tournoi de Wimbledon 2017.